# HONEY girl
『HONEY girl』（ハニー ガール）は、かつて発行されていた女性向けファッション雑誌である。

## 概要
英知出版より2005年11月に創刊（創刊号はVol.1）。当初はムック扱いで、2006年3月のVol.2、2006年5月のVol.3を発行。同年9月のVol.5まで隔月ペースにて発行され、同年11月発売の2007年1月号をもって隔月刊誌として独立創刊。奇数月の発行、前々月の17日発売となる。
のちにぶんか社に移管され、2008年1月7日発売の同年2月号より月刊誌として復刊。2008年12月6日発売の2009年1月号をもって休刊となった。

## 専属モデル
- 中村朋美
- 菊田郁美
- 斉藤夕香利

## 読者モデル
- 牧野彩佳
- 松本明子
- 松本珠果
- 大西真美
- 米本紗弥香
- 植田せいら
- 竹中一江
- 中島彩
- 北條阿哉子
- 藤田里奈
- 澤野井香里
- 野田明希
- 金田真由子
- 川出美里